# 闻世震
闻世震（1940年1月—2021年7月27日），辽宁海城人。第十一届全国人民代表大会代表。中共第十五屆、十六屆中央委員。中国共产党第十九届全国代表大会代表。2005年3月在第十届全国人大三次會議上被補選為第十届全國人大常委會委員。

## 生平
1940年1月，闻世震出生在辽宁海城县。1965年8月从大连工学院机械制造系毕业。1979年12月加入中国共产党。工程师。1965年至1982年在大连油泵油嘴厂任技术员、设计科副科长、技协副主任、副总工程师、副厂长、厂长。1982年至1983年在大连市机械工业局任副局长。1983年－1985年任辽宁省机械工业厅副厅长。1985年至1986年任辽宁省省长助理。1986年后任中共辽宁省委副书记，辽宁省副省长。1993年3月在辽宁省人大第八届一次会议上被选为辽宁省副省长。
1994年5月，任辽宁省代省长。1995年2月，當選為辽宁省省长。1997年8月任中共辽宁省委书记，任内经历下岗潮、“慕马大案”等重大事件。2003年1月至2005年2月任辽宁省人大常委会主任。2004年12月，不再担任辽宁省委书记、常委、委员职务。
2005年2月，被任命为第十届全国人大财政经济委员会副主任委员。2008年3月，被任命为第十一届全国人大财政经济委员会副主任委员。2021年7月27日，在北京逝世。